# Johan Sverdrup
Johan Sverdrup (født 30. juli 1816 på Jarlsberg, død 17. februar 1892) var en norsk statsmand, søn af Jacob Sverdrup.
1830 kom Sverdrup til Kristiania og blev 1833 dimitteret til examen artium af sin senere politiske modstander A.M. Schweigaard. Sverdrups studieår var tiden for de stærke litterære og politiske kampe mellem Wergeland og Welhaven, og uden aktivt at træde frem i disse sluttede han sig med begejstring til den af Wergeland ledede norskhedsbevægelse.
Sin juridiske embedseksamen tog Sverdrup 1841 og drog det følgende år til Telemarken, hvor han tilbragte 3 år som sorenskriverfuldmægtig. Efter denne forskole i retspraksis etablerede han efteråret 1844 en sagførerforretning i Larvik. Hurtig nåede den dygtige unge sagfører frem til kommunal anseelse. 29. december 1848 tog han for første gang sæde i byens formandskab og blev i samme møde valgt til dens ordfører.
Februarrevolutionens ideer fandt genklang også i denne fjerne periferi og vakte politiske interesser, hvis talsmand Sverdrup blev. Hans blik var fra første færd af højnet over dagens stræv, og gjaldt det almene opgaver, var han med i første række. Da valgene til Stortinget 1851 stod for døren, blev han som den friske, nye kraft udpeget til at afløse kredsens repræsentant, den aldrende, men højt ansete krigskommissær Johan Jørgen Broch.
Den ungdommelige provinssagfører, hvis lille spinkle, men spændstige skikkelse virkede afstikkende ved sit sydlandsk fremmedartede væsen, sin fransk påvirkede dannelse, sin snarrådighed, kløgt og slagfærdighed, blev straks bemærket i Stortinget, og han indvalgtes i den vigtige protokolkomité. Han debuterede, betegnende nok, med at hævde trykkefrihedens sag i en indstilling vedrørende den tyske agitator Harro Harring, som for sine skriverier var udvist af riget.
Hans jomfrutale (24. februar samme år) var en varm anbefaling af en statsbevilling til udgivelse af en "Stortingstidende" som gratis tillæg til et par folkelige småblade, for — som han sagde — i de lavere klasser at udbrede kendskab til forfatningen og vort offentlige liv. Inden for år 1851's Storting gjorde der sig en særlig stærk demokratisk strømning gældende. Heri havde Sverdrup en væsentlig andel.
Hans synsmåde betegnedes blandt andet ved den velvillige, men forsigtig afstand tagende holdning til den revolutionære arbejderagitator Markus Thrane og ved — under behandlingen af den nye arvelov — at anbefale lige arveret for alle børn. Deltagelsen i dette Storting gav Sverdrup forståelsen af, at politikken var hans kald, og med opofrelse af privatøkonomiske interesser viede han den herefter sin tjeneste. Det blev et livslangt arbejde, der afsatte de dybeste spor i Norges hele historie.
Sverdrup genvalgtes til Stortingene 1854 og 1857 fra sin by. Under de lange fravær blev imidlertid hans sagførervirksomhed noget forsømt, og da han 1857 af Stortinget blev indsat i Norges Hypotekbanks direktion, hvorved han fik en fast, om end beskeden indtægt, flyttede han til Akershus Amt og gjorde sig valgbar der ved at købe en lille "løkke" i vestre Aker lige uden for Kristianias daværende bygrænse.
Hans parlamentariske anseelse var nu grundfæstet, og det mægtige amt nølede ikke med at sende ham som sin 1. repræsentant på tinge, første gang 1860, senere ved genvalg uden afbrydelse indtil og med perioden 1883—85. Derhos beslaglagde det hans store arbejdskraft for kommunale gøremål.
I Stortinget var Sverdrups indflydelse i stadig vækst, og hans magtstilling i landets offentlige liv dermed given. Han omformede, er der (af Bjørnstjerne Bjørnson) blevet sagt om ham, Stortinget fra et amtsformandskab til en nationalforsamling. Hans navn blev et kampsignal, og selv blev han ingenlunde fredlyst.
Få mænd er blevne bitrere forfulgte af politiske modstandere, men få også mere forgudede af meningsfæller, og af dem flokkede der sig stedse flere under hans fane. I 1862 blev Sverdrup første gang valgt til Odelstingspræsident og genvalgtes som sådan indtil 1869. Da det første årlige Storting trådte sammen 1871, indviede han den nye parlamentariske æra som Stortingspræsident og genvalgtes som sådan indtil 1881, da han af helbredshensyn frabad sig valg.
Foruden disse ledende stillinger indehavde han imidlertid hele sit lange Stortingsliv igennem til stadighed en mængde andre af tingets tillidsposter; således var han 1857—84 medlem af protokolkomiteen, fra 1871 som formand, 1859—84 af fuldmagtskomiteen, ligeledes fra 1871 som formand, 1857—63 sad han i Justitskomiteen, 1865—74 og 1880—81 i Militærkomiteen, 1871—79 i Jernbanekomiteen, hvorhos han til forskellige tider var medlem af stemmerets-, skatte-, traktatkomiteer og var 1883—84 formand i den til iværksættelse af rigsretten over det Selmerske ministerium nedsatte aktionskomité.
Men det uhyre arbejde, der således læssedes på ham, kunde han få fra hånden takket være en sjælden evne til let og hurtig at mestre et stof, og hans skarpsindighed og erfaring støttedes af solide og mangesidige kundskaber. Sine foredrag, der undertiden varede i flere — engang i hele femten — timer, udarbejdede han omhyggelig både med hensyn til indhold og form; de har i mange tilfælde politiske afhandlingers værdi. Som taler anses Sverdrup ved siden af Bjørnson at have været Norges betydeligste i 19. århundrede. Han talte med stærke bevægelser, med ild og fynd, sentensiøst, rammende og samtidig med en korrekt elegance, der selv under skarp polemik ikke savnede den beherskede fornemhed.
Med Sverdrup blev partiorganisationen først ret indført i norsk politik. Planmæssig og målbevidst arbejdede han for at grundlægge et disciplineret parlamentarisk parti. Det første forsøg i denne retning blev foretaget 1859 ved stiftelsen af den, for øvrigt snart af en fjendtlig opinion atter bortvejrede Reformforening, der under Sverdrups ledelse tog sigte på en på bredere demokratisk basis opbygget demokratisk politik end den blandt tingets bønder endnu fremherskende ensidige sparepolitik, for hvilken Søren Jaabæk stod som føreren.
Med fuld kraft brød dog det Sverdrupske program ikke igennem, før ved indførelsen af de årlige storting, ved hvilken reform folkerepræsentationen afgjort fik overvægten i landets politiske liv. Som til denne således er Sverdrups navn uopløselig knyttet til en lang række af de store reformer, der i hans tingtid nåede til gennemførelse.
I det hele kan det siges, at næppe noget spørgsmål af vigtighed forelå til tingets afgørelse, uden at han deltog i dets behandling, meget ofte med afgørende betydning. Den ledende tanke i al hans politik var den, at retten til at styre sig selv tilkommer folket gennem folkevalgte institutioner og organer, og så langt dets evner dertil rækker. Ud fra dette synspunkt optog han qrbejdet for stemmerettens udvidelse allerede i det første Storting, hvori han sad.
Han slap ikke den moderate reform, han i så henseende ønskede, før den havde nået en foreløbig løsning ved grundlovsforandringen 1884; den øgede de stemmeberettigedes tal fra 145 700 1882 til 182 400 1885. Folkets medvirkning ved domstolene var en af grundpillerne i hans system. Han optog denne sag 1854 og ofrede den da et grundlæggende arbejde, der strakte sig indtil 1863, genoptog den så 1882 og gennemførte den som statsminister i "Lov om Rettergangsmaaden i Straffesager" af 1887.
Han forfægtede forsvarsvæsenets Demokratisering; derfor vilde han en på almindelig værnepligt organiseret militsarmé med faste kadrer og uddannet på øvelsespladserne, — "Folket i Vaaben"; og efter mange års kampe lykkedes det ham at gennemføre dette program i den 1887 vedtagne, fra 1. januar 1889 i kraft trådte såkaldte "Sverdrup-Hjorthske", for landets forsvarsevne epokegørende hærorganisationsplan. Denne reform dannede tillige et vigtigt led i hans unionspolitik, hvor hans synspunkt indtil 1886 var, at foreningen mellem Norge og Sverige kun omfattede fællesskab i dynasti og forsvar.
Kronen på det demokratiseringsværk, som det blev hans livs mål at gennemføre, var, som en nødvendig konsekvens af de årlige Storting, parlamentarismens indførelse i forfatningen ved at åbne statsrådets medlemmer adgang til at deltage i Stortingets forhandlinger, en reform, der krævede langvarigere konstitutionelle kampe end nogen anden sag, hvori han deltog, og som førte til rigsretten af 1883. Dennes iværksættelse betegner Sverdrups og det af ham ledede partis fuldstændige sejr.
Da han, endnu inden dommene i den faldt, 28. januar 1884 havde stiftet "Norges Venstreforening", hvis formand han blev, og 1. februar "Stortingets Venstreforening", hvis ledelse ligeledes blev lagt i hans hånd, var han landets virkelige herre. Det var en logisk konsekvens heraf, og — som det snart blev indlysende — en politisk nødvendighed tillige, at regeringens tøjler nu blev ham
overdragne.
Efter rigsretsdommene viste det sig nemlig umuligt for kongemagten at skabe en regering inden for det totalt slagne Højre. Det Schweigaardske forsøg i denne retning ledede kun til partiets yderligere opløsning, og da forhandlinger ved professor Ole Jacob Broch om et kompromis ikke førte til noget resultat, stod der kongemagten ingen anden udvej åben end 23. juni 1884 at tilkalde Sverdrup.
Tre dage efter var landets første Venstreregering under Sverdrups præsidium en kendsgerning, og efter at statsrådssagen som en imødekommenhed lige over for kongemagten 30. juni på ny var forelagt Stortinget til vedtagelse og sanktioneret 1. juli, gav regeringens samtlige medlemmer den følgende dag møde i Stortinget. Parlamentarismen var indført i Norge, og det blev Sverdrup, der en menneskealder igennem havde været reformens utrættelige forkæmper, givet at indvie dens udøvelse.
Den grånende oppositionsfører satte sig som regeringschef det mål at formidle en udsoning mellem kongemagten og repræsentationen. Den forandrede rolle skulle imidlertid snart vise sig at medføre vanskeligheder, der oversteg endog hans kræfter. Han var, al parlamentarisme til trods, rykket bort fra det milieu, der var blevet hans naturlige virkesfære, og skulle nu fra et helt andet stade lede landets anliggender. Denne opgave mislykkedes for ham.
Heri var personlige Svagheder og politiske fejlgreb ikke uden skyld, og de gav næring til den miskendelse og den uvilje, det blev hans lod at høste i sit livs aften. Endnu ved valgene 1885 var parolen "Tillid til Johan Sverdrup". Denne tillid skulde imidlertid ikke længe holde stand. At han, den gamle radikaler, 21. januar samme år havde ladet sig udnævne til Storkors af Sankt Olav, gjorde allerede inden for en del af de kredse, der hidtil trofast havde fulgt ham, intet godt indtryk.
Endnu samme forår viste der sig tegn til en betænkelig uoverensstemmelse mellem ham og hans tidligere meningsfæller. Da han 27. marts under behandlingen af en pensionssag tog ordet for en højere bevilling end den af vedkommende Stortingskomité foreslåede, fik han af sin medkæmper gennem mange år, Johannes Steen, at høre, at ministerchefens råd betegnede "en Fornægtelse af Parlamentarismens første Krav", "en Forfalskning i selve Institutionens Indvielse".
Det bar mod en splittelse af regeringspartiet. Inden for rådet selv fik den udslag i en hel række personforandringer, der betegnede en fremadskridende opløsning; inden for Stortinget og vælgerbefolkningen kom det i løbet af de nærmeste år til oprivende kampe. Sverdrup beskyldtes under disse for at have svigtet sine gamle idealer, som man mente under påvirkning af brodersønnen, kirkestatsråden Jakob Sverdrup, der fik en stedse større indflydelse inden for regeringen.
Dette åbenbarede sig først under den såkaldte "Kiellands-sag", der opstod som følge af et 1885 fra Bjørnstjerne Bjørnson og Jonas Lie til Stortinget indgivet forslag om bevilling af "digtergage" til Alexander Kielland. Spørgsmaalet udviklede sig til en af politiske bihensyn isprængt principstrid om "Livssynet". Dette førte til dannelsen af en klerikal-moderat gruppe, der — under ledelse af Jakob Sverdrup og præsten Lars Oftedal — skilte sig ud fra det gamle Venstre, som nu antog navn af det "rene" Venstre.
Udbrydergruppen indgik en koalition med Højre og forkastede på Stortinget 1885 forslaget om digtergage. Ved valgkampen samme år kom det til åbent brud mellem de to fraktioner af Venstre, og hertil medvirkede Sverdrup, som fra nu af helt fulgte sin brodersøns politik. Da Kielland-sagen året efter atter kom frem på Stortinget, tog han udtrykkelig afstand fra den.
Hvor grundigt hans tidligere partis frafald fra ham var, viste sig med endnu mere overbevisende wtyrke under behandlingen af et af ham og Jakob Sverdrup i Forening for Stortinget 1886 fremsat forslag til lov om menighedsråd og menighedsmøder; dette blev nemlig 25. juni 1887 enstemmig forkastet af Odelstinget og dermed skrinlagt — et uhørt parlamentarisk nederlag, der ikke kunde undlade at få følger på regeringens sammensætning.
For Sverdrups personlige vedkommende kom som tilgift til den stigende uvilje lige over for regeringens almindelige politik en ulmende misstemning lige over for hans holdning i unionssagen. Skønt Sverdrups to store programsager, hærreformen og juryloven, blev vedtagne af Stortinget 1887, indtrådte dog dekompositionen inden for hans regering høsten samme år i et kritisk stadium, idet statsråderne Astrup, Arctander og Kildal 13. oktober indgav deres afskedsansøgninger.
Disse blev imidlertid ikke bevilgede før 17. februar 1888, og den langvarige latente ministerkrise ledede til en af repræsentanten Blekastad foreslået dagsorden, der udtalte mistillid til regeringens sammensætning, og som fremkaldte en fem dages debat i Stortinget (27. februar—2. marts 1888). Sverdrup gjorde herunder forslagets forkastelse til genstand for et kabinetsspørgsmål og fremtvang herved denne. Men hans stilling var bleven håbløs.
End yderligere uholdbar blev den ved hans kollega Ole Richters afgang som statsminister i Stockholm 6. juni og død for egen hånd 15. juni. Den politiske oprevethed og bitterheden mod Sverdrup fik nu udtryk i et nyt, denne gang af Steen 28. juni fremsat forslag om mistillidsvotum, hvilket dog — for at imødekomme Sverdrups ønske om at få sin politik indanket for valgenes domstol — også denne gang, efter Jaabæks modforslag, forkastedes (5. juli).
En sidste chance var altså Sverdrup given til at genoprette sin sunkne politiske anseelse. Appellens udfald blev imidlertid tilintetgørende. Efter en Valgkamp, bitrere end nogensinde, og hvorunder det rene Venstres mest fremskudte Mænd blev »nedhuggede« af Sverdrups Tilhængere, fremgik der et valg, der betegnede en fuldstændig forrykkelse af partiforholdene, idet Højre fik 51 pladser i Stortinget, medens Venstre reduceredes fra c. 50 til 38 og de "Moderate" fra c. 35 til 22, hvortil kom et par "vilde".
Regeringens parti var således skrumpet sammen til en ubetydelig minoritet. Sverdrup var imidlertid uvillig til at tage konsekvenserne heraf ved at afgå. Da det nyvalgte Storting trådte sammen i februar 1889, fremsatte Carl Berner forslag til et i skarpe udtryk affattet mistillidsvotum. Dettes vedtagelse strandede imidlertid på Højre, der endnu ikke fandt tiden inde til at overtage magten. Den nu indtrådte forvirring var dog ikke længe til at udholde.
26. juni samme år fremkom Højres fører Emil Stang med det sidste af den lange række mistillidsforslag, det skulle blive Sverdrups skæbne at opleve. Det kom imidlertid ikke til behandling, idet Sverdrup 2. juli indgav sin afskedsansøgning, der bevilgedes 12. samme måned, hvorefter det blev overdraget Emil Stang at danne den nye regering. Sverdrup gik ud af det offentlige liv som en mand uden politisk tillid og indflydelse, ensom og isoleret.
I de følgende år levede han som privatmand på en ejendom ("Nordal"), han var tilflyttet i Østre Aker, sysselsat med planer til en reorganisation af Venstrepartiet. En frugt heraf blev hans brochure "Fra Venstremænd til Venstremænd" (1890), det eneste skrift, hvormed han fremtrådte for offentligheden. For øvrigt indskrænkede hans litterære produktion sig til enkelte avisartikler og foredragdet var kun i nvnet, at han fra september 1876 til maj 1878 havde forestået redaktionen af bladet "Verdens Gang".
Med det i nævnte interessante skrift udviklede program, der betegnede en tilbagevenden fra hans side til det gamle Venstre, fremstillede han sig under megen modbør som kandidat til valgene 1891 og blev kåret af Stavanger Amt, dog kun som dets 5. repræsentant. Da Sverdrup således efter 2 års fravær atter skulde genindtræde i det offentlige liv, denne gang som Stortingsmand, nåede han ikke længere end til tingets tærskel.
Han var nedbrudt, syg og lidende, og ramtes af en hjertelammelse, der endte dette anspændt virksomme liv. Efter Stortingets derom enstemmig fattede beslutning foregik hans jordefærd på statens bekostning og under usædvanlig højtidelighed. Hans buste i marmor, udført af Oscar Castberg, var som en gave fra stortingsmænd og venner uden for tinget bleven opstillet i Stortingets forsamlingssal 6. juli 1884; i Stortinget hænger også Christian Krohgs store maleri af ham.